# Castello di Patti
Il Castello di Patti o Castello di Adelasia, insieme al complesso di addizioni postume è documentato presso la Cittadella Fortificata di Patti, comune italiano della città metropolitana di Messina.
Il castello medievale è un agglomerato di strutture fortificate occupava parzialmente la sommità del colle ove attualmente è insediata la Diocesi di Patti con gli edifici del Seminario, della sede vescovile, del museo diocesano e della cattedrale di San Bartolomeo e Santa Febronia. Oggi il nucleo arroccato nel cuore della città, domina con la sua posizione la fiumara di Montagnareale e controlla l'ampia porzione di costa compresa tra capo Calavà e il promontorio di Tindari, comprese le rotte commerciali per le prospicienti Isole Eolie. È dotato di una particolare edificazione con pietre.

## Storia
I resti delle fortificazioni sorgono sulla sommità del colle oggi occupate dalla sede della Diocesi di Patti: Seminario derivato in parte dal monastero del Santissimo Salvatore, palazzo vescovile, museo diocesano e cattedrale di San Bartolomeo e Santa Febronia anch'essa derivata parzialmente dal primitivo castello. 
L'insieme dei manufatti e dei sistemi difensivi costituiscono propriamente la Cittadella Fortificata, la sovrapposizione degli attuali principali nuclei abitativi che la compongono cancella o ricopre attraverso le stratificazioni sedimentate, insediamenti di varie epoche. Negli ultimi secoli campagne archeologiche, di studi, di scavi, di ricostruzioni e riedificazioni identificano i principali periodi compatibili con le vicende storiche dei vicini insediamenti fortificati di Tindaro, della Città Murata di Milazzo, della Civita Fortificata di Lipari:
- ? - VIII secolo a.C., Nucleo preistorico costituito da insediamento del Neolitico e Necropoli;
- VIII – VII secolo a.C., Insediamento greco formato da agglomerato abitativo riconducibile alla dominazione greca;
- VII a. C. – V secolo d. C., Insediamento romano o Castrum sorto durante il periodo della lunga dominazione romana;
- V – IX secolo, Insediamento bizantino o Castrum mutuato dalla dominazione bizantina;
- 829 - 1062, Primitiva fortificazione araba costituita da Mastio o Maschio o Dongione, dalle caratteristiche riconducibili agli stili tipici dell'architettura della dominazione araba;
- 1062 - 1194, Castello di Adelasia dalle tipiche peculiarità dell'architettura della dominazione normanna;
- 1194 - 1266, Periodo svevo. Dominazione sveva;
- 1266 - 1282, Periodo angioino, Vespri siciliani e tentativo di riconquista del Castello
- 1282 - 1516, Periodo aragonese, costruzione baluardi protettivi ascrivibili all'architettura della dominazione aragonese;
- 1516 - 1575, Periodo spagnolo e sistema difensivo tipico dell'architettura della dominazione spagnola;

Una lunga serie di eventi sismici contribuisce a cambiare la fisionomia della cittadella fortificata:
- Terremoto del Val di Noto del 1693.
- Terremoto della Calabria meridionale del 1783.
- Terremoto della Calabria meridionale del 1894.
- Terremoto di Messina del 1908.
- Terremoto del Golfo di Patti del 1978.
- La Cittadella fortificata oggi.

### Primitiva fortificazione durante l'Emirato di Sicilia
- IX – XI secolo, sono presenti fortificazioni sotto la dominazione islamica.

### Castello di Adelasia
- XI secolo, Roberto di Mandaguerra "comes de Aucetum", genero del conte Ruggero, è possessore di beni a Patti, Naso e altri centri.
- 1094, Come per la Civita della vicina isola di Lipari sono ultimati i lavori del monastero del Santissimo Salvatore e della basilica cattedrale di San Bartolomeo voluti dal Gran Conte Ruggero. Alle due istituzioni mediante diplomi sono riconosciuti vari privilegi: molti villani, terreni, un giudeo e la metà del castello di Naso. Nello stesso anno sono attribuiti all'abate benedettino dignità e funzioni vescovili, aggregando le abbazie di Patti e Lipari.
- XII secolo, Nei primi anni il castello è periodicamente residenza della moglie del Gran conte, Adelasia e del figlio, futuro Re Ruggero II di Sicilia.
- 1117 - 1118, La regina Adelasia del Vasto dopo l'annullamento del matrimonio contratto con Baldovino I e conseguentemente allo sperpero della colossale fortuna portata in dote con lo scopo di fregiare in futuro il figlio del titolo di re di Gerusalemme, si ritira a Patti dove muore il 26 aprile. È sepolta nel monastero del Santissimo Salvatore. Oggi il monumento sepolcrale di stile rinascimentale è ubicato nella cappella di Santa Febronia della Cattedrale di San Bartolomeo.
- 1127, Una flotta armata almoravide di musulmani berberi assale e saccheggia Patti.[1]
- 1131, L'antipapa Anacleto II erige a sede vescovile i monasteri riuniti di Patti e Lipari.
- 1133, L'abate Ambrogio tenta di attirare in "castro Pactas" genti di lingua latina.
- 1134, Ruggero II di Sicilia ribadisce i privilegi del padre Ruggero I di Sicilia e conferma Patti come sede vescovile.
- 1150 ca., Il viaggiatore geografo Idrisi la chiama "Baqtus", "Baqdas", toponimi di matrice araba utilizzati anche dal geografo Yaqut nei suoi atlanti geografici, definendola località dotata di "fortezza difendevole con vasto territorio".
- 1140 secolo, Il Castello è citato espressamente tra le rocche della Sicilia dallo storico memorialista Ibn Fadl Allâh al-‘Umari nell'enciclopedia "Masalik al-Absâr fi mamâlik al-amsâr" come riferito dall'orientalista Michele Amari e tradotto nel 1883 nell'opera "Escursioni della visita su i reami e le capitali intorno al 1340".
- 1209, Federico II di Svevia conferma al vescovo di Patti la metà del castello di Naso.
- 1250, Nella Basilica cattedrale di San Bartolomeo è esposta la salma di Federico II di Svevia nel lungo viaggio di ritorno dalla Puglia a Palermo.
- XIII secolo, La località è citata ripetutamente come "terra et castellum".
- XIII secolo, È signore della rocca Bonifacio d'Aragona cugino di Pietro II d'Aragona come riferisce lo storico Tommaso Fazello.
- 1282, Durante la guerra del Vespro, la città di Patti è fortificata da Pietro III d'Aragona per prevenire la riconquista della costa da parte degli Angioini. Le fortificazioni consistono in una possente cinta muraria costituita da 5 porte e 17 torri.

Per il casato formato dalla fusione delle famiglie Hohenstaufen - Aragona lottano alcuni cittadini pattesi, rimasti nell'elenco degli eroi isolani, quali Peregrino da Patti, Guglielmo Pallotta, Giovanni De Oddone e Bartolomeo Varellis. Patti subisce distruzioni e saccheggi per mano degli Angioini che riescono a riconquistarla grazie al tradimento del vescovo Pandolfo che perora la causa di Papa Bonifacio VIII e dell'ammiraglio Giovanni Loria che nel frattempo tradisce gli Aragonesi.
- 1299, primo settembre, Re Giacomo II d'Aragona sbarca a Patti con una potente flotta soggiornandovi per due mesi ospite del vescovo Giovanni II obbediente alle indicazioni del Papa, schierandosi di fatto contro il fratello Federico III di Sicilia legittimo Re di Sicilia.
- 1303, Dopo la Pace di Caltabellotta i Pattesi si riappropriano della loro città semidistrutta.
- 1310, il nobile Antonino Natoli, fu il proprietario del castello della città di Patti fin dalla prima metà del 1300[2] a cui seguirono diversi suoi discendenti. Un omonimo discendente Antonino Natoli, fu poi castellano della città di Patti nel XVI secolo[3][4][5][6][7][8].
- 1345, Il vescovo Pietro Teutonico minorita riesce ad entrare nel suo palazzo e lo trasforma in fortezza per difendersi dagli attacchi delle autorità civili e militari della città.
- 1356, Patti, Librizzi, Zappardini e Sant'Angelo di Brolo costituiscono la capitania di Giovanni di Patti e Vinciguerra d'Aragona a seguire.
- 1357, Sancio d'Aragona consegna a re Luigi III d'Angiò la città e la rocca di Patti.
- 1391, Guerao Gullielm De Sidot
- 1466 - 1472, Il vescovo Corrado Caracciolo fa restaurare il castello, convertendolo in palazzo vescovile.
- 1511, I giurati protestano per essere stati reclusi nelle carceri comuni "li quali su orribili et fetidi mentre dovevano essere portati alle carceri del castello che erano per li pirsuni principali et condictionati".

### Periodo del Viceregno di Sicilia
- 1544 luglio, L'assalto dell'armata corsara turco - ottomana capitanata dall'ammiraglio Khayr al-Din Barbarossa insidia la costa tirrenica siciliana, devasta l'abitato di Patti. Le scorrerie s'inseriscono in un contesto molto ampio e comprendono il saccheggio della chiesa - fortezza di Tindari, l'incendio della cattedrale di San Bartolomeo e l'espugnazione di Lipari, l'assedio dell'abitato protetto dal castello di Santa Lucia del Mela, la minaccia d'assalto alla cittadella fortificata di Milazzo.
- 1558, assieme all'abitato non viene citata alcuna fortezza.
- XVI secolo, Camillo Camilliani documenta l'abitato cinto da mura, sostenendo che esse esistevano già da 500 anni.
- 1596, La descrizione delle coste del Regno di Sicilia effettuata dal cavaliere Tiburzio Spannocchi, gentiluomo della casa di Sua Maestà Spagnola Filippo II di Spagna serve per la catalogazione dei beni e delle proprietà della Corona. I contributi di entrambi gli architetti attraverso annotazioni, appunti, schizzi, disegni e planimetrie permette la ricostruzione postuma delle strutture fortificate.
- 1656, Il vescovo Alfonso de los Cameros promuove la fondazione del seminario nell'area a monte dell'abitato, presso il castello.
- 1693, Le scosse sismiche del terremoto del Val di Noto del 1693 di gennaio provocano ingenti danni alla cattedrale ed agli annessi seminario e palazzo vescovile, che sono restaurati dal vescovo Migliaccio.

### Ultimi secoli
- XVIII - XIX secolo, Si operano ulteriori demolizioni e restauri.

Nel 1960 – 1968, Il vescovo Giuseppe Pullano demolisce e ricostruisce ex novo l'edificio del seminario (già gravemente alterato) oltreché il palazzo vescovile.

## Architettura
Della primitiva cittadella fortificata restano alcune porte e porzioni di mura esterne. Una ricostruzione immaginaria dei manufatti è desunta da dipinti, schizzi, planimetrie e disegni del XVI e XVII secolo, per opera degli ingegneri militari Camillo Camilliani, Tiburzio Spannocchi al servizio della Corona di Spagna e dalle schiere d'artisti transitati da Patti. Il confronto e la sovrapposizione degli elementi che scaturiscono dalla comparazione tra dipinti, rilievi militari e manufatti superstiti permette una ricostruzione verosimile. I documenti più significativi sono conservati presso la Biblioteca Nacional de España di Madrid.
Delle fortificazioni aragonesi, l'elenco delle torri e porte identificate e denominate: "Porta dei morti" a ovest sotto il castello, "Porta nova" sulla stradina che conduce al torrente Provvidenza, "Porta falsa" ubicata ove è attualmente l'ingresso del museo diocesano, di detti accessi non esistono più tracce. La "Porta di San Michele" è l'unica ancora visibile integralmente contigua alla chiesa di San Michele, "Porta delle Buccerij", "Porta reali". Delle 17 torri è pervenuta quella denominata "Torre del palombaro". Di un'altra, a forma circolare e demolita nel 1969, a seguito del parziale crollo del castello, residenza dei Vescovi, esiste qualche foto.
Un disegno riproduce le piante del Castello e della Cattedrale. Sono visibili, oltre le strutture murarie principali, le tre absidi. Quelle primitive di forma circolare hanno ceduto il posto a quelle attuali con muratura retta. Il crollo delle absidi originarie fu provocato dal sisma dell'11 gennaio 1693 noto come terremoto del Val di Noto.. Per l'evento disastroso andarono distrutti parimenti il tetto e l'ultima elevazione della torre campanaria, molto probabilmente per il cedimento delle trifore caratterizzate da aperture molto ampie.
Altri disegni illustrano le prospettive del Castello e della Cattedrale. Si evincono chiaramente le tre absidi dai decori esterni simili a quelle della coeva cattedrale di Cefalù, il campanile con le trifore nell'ultima elevazione, la "Torre del palombaro", quella distrutta nel 1969 e la cinta muraria superiore della struttura con la "Porta falsa".